# Râjkot
 (août 2010).
Si vous disposez d'ouvrages ou d'articles de référence ou si vous connaissez des sites web de qualité traitant du thème abordé ici, merci de compléter l'article en donnant les références utiles à sa vérifiabilité et en les liant à la section « Notes et références ».
Râjkot était un État princier des Indes, dirigé par des souverains qui portaient le titre de "thakur" et qui subsista jusqu'en 1948. Il fut depuis intégré dans l'État du Goujerat.

## Liste des thakurs de Râjkot de 1795 à 1948
- 1795-1825 Ranmalji II (+1825)
- 1825-1844 Saroji (+1844)
- 1844-1862 Mehmansinhji (+1862)
- 1862-1890 Bawajiraj (1856-1890)
- 1890-1930 Lakhajiraj III (en) (1885-1930)
- 1930-1940 Dharmendrasinhji (1910-1940)
- 1940-1948 Pradyumansinhji (1913-1973)